# Equalizzazione RIAA

Curva d'equalizzazione RIAA in fase di riproduzione

L'equalizzazione RIAA rappresenta lo standard per la registrazione e riproduzione dei dischi in vinile, stabilita dalla Recording Industry Association of America (RIAA).

## Curva RIAA
Questo tipo di equalizzazione si rende necessaria data l'impossibilità fisica di incidere il solco del disco in vinile direttamente col suono del brano musicale registrato: le onde a bassa frequenza, rispetto alle alte, inciderebbero solchi di ampiezza tale da occupare in breve l'intero disco. Si è ovviato al problema attenuando nella fase di incisione le frequenze basse, esaltando al contempo le frequenze alte. In fase di riproduzione viene applicata l'equalizzazione contraria: il risultato finale sarà un suono analogo a quello di partenza. Il circuito preposto a questo tipo di equalizzazione è un semplice filtro elettrico costituito da resistori e condensatori con valori tali da soddisfare le specifiche di questo standard.

### Curva RIAA originale
La Recording Industry Association of America ha standardizzato la sua curva d'equalizzazione durante gli anni '60, rimpiazzando l'insieme delle curve utilizzate precedentemente. La curva RIAA (o RIAA Reproduction Curve) si può ottenere applicando la seguente formula:

{\displaystyle dB=10\log _{10}\left(1+{\frac {1}{4\pi ^{2}f^{2}t_{2}^{2}}}\right)-10\log _{10}\left(1+{\frac {1}{4\pi ^{2}f^{2}t_{1}^{2}}}\right)-10\log _{10}\left(1+4\pi ^{2}f^{2}t_{3}^{2}\right)}

dove:

{\displaystyle f} è la frequenza, {\displaystyle t_{1}} la costante di tempo degli acuti (75 µs), {\displaystyle t_{2}} la costante di tempo dei suoni intermedi (318 µs) e {\displaystyle t_{3}} la costante di tempo dei bassi (3180 µs).

### Curva RIAA/IEC
Nel 1976, la Commissione Elettrotecnica Internazionale (IEC) ha proposto la curva RIAA/IEC, una nuova versione della curva RIAA alla quale è stata aggiunta una costante di tempo supplementare che modifica i suoni più gravi:
{\displaystyle dB=10\log _{10}\left(1+{\frac {1}{4\pi ^{2}f^{2}t_{2}^{2}}}\right)-10\log _{10}\left(1+{\frac {1}{4\pi ^{2}f^{2}t_{1}^{2}}}\right)-10\log _{10}\left(1+{\frac {1}{4\pi ^{2}f^{2}t_{4}^{2}}}\right)-10\log _{10}\left(1+4\pi ^{2}f^{2}t_{3}^{2}\right)}
dove {\displaystyle t_{4}} è la costante di tempo dei suoni molto bassi (7950 µs). 
Non ha avuto grande successo e la curva originale RIAA resta ancora la più utilizzata.